# Ciurgău, Mureș
Ciurgău (în maghiară Csorgó) este o localitate componentă a orașului Luduș din județul Mureș, Transilvania, România.